# 瓦尔河畔沙莱特
瓦尔河畔沙莱特（法語：Chalette-sur-Voire，法語發音：[ʃalɛt syʁ vwaʁ]）是法国奥布省的一个市镇，属于奥布河畔巴尔区。

## 地理
瓦尔河畔沙莱特（48°26'42"N, 4°25'30"E）面积5.64 平方千米，位于法国大東部大區奥布省，该省份为法国中北部省份，北起马恩省，西接塞纳-马恩省，西南至约讷省，东南至科多尔省，东临上马恩省。
与瓦尔河畔沙莱特接壤的市镇（或旧市镇、城区）包括：欧奈、贝蒂尼库尔、布罗、莱斯蒙、马尼库尔、奥布河畔莫兰。

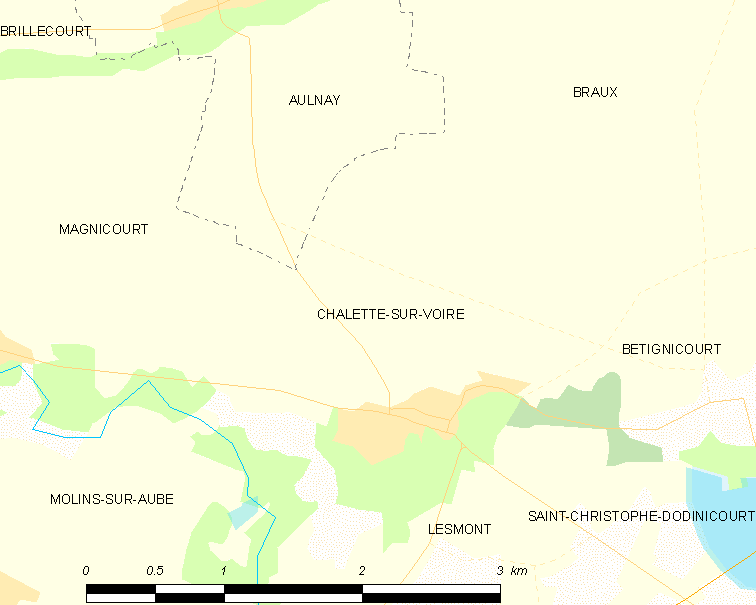
瓦尔河畔沙莱特的OSM定位图

瓦尔河畔沙莱特的时区为UTC+01:00、UTC+02:00（夏令时）。

## 行政
瓦尔河畔沙莱特的邮政编码为10500，INSEE市镇编码为10073。

## 政治
瓦尔河畔沙莱特所属的省级选区为布列讷堡县。

## 人口

1962-2008年间瓦尔河畔沙莱特人口变化图示

瓦尔河畔沙莱特于2022年1月1日时的人口数量为128人。